# بی‌ای‌ئی سیستمز استرالیا
بی‌ای‌ئی سیستمز استرالیا (انگلیسی: BAE Systems Australia) شرکت هوافضای استرالیایی بریتانیایی است، که در سال ۱۹۵۳ تأسیس شد.